# ゴーボダック

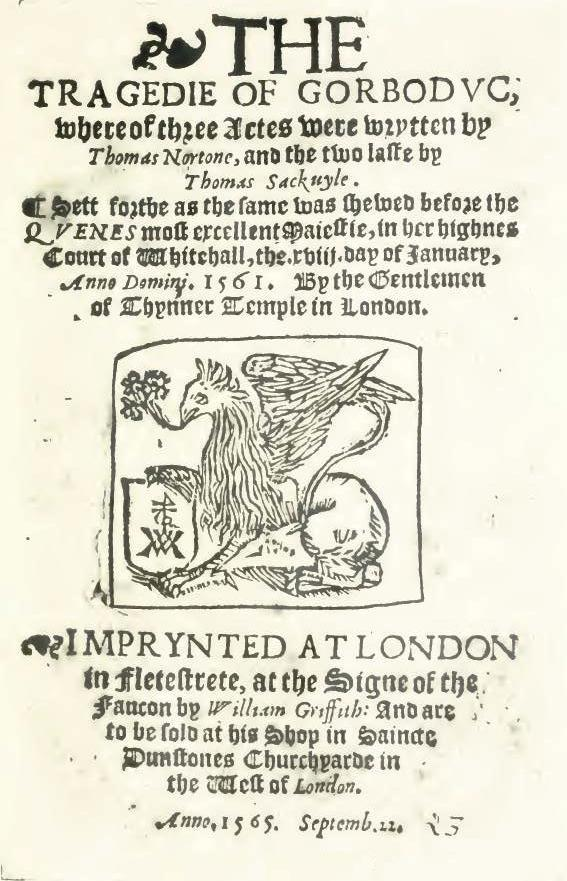
Title page of The Tragedie of Gorboduc (1565)

『ゴーボダック』（The Tragedie of Gorboduc、Ferrex and Porrex）は1561年初演のイングランドの悲劇。初演は1561年のインナー・テンプル提供のクリスマス祝賀会であり、1561年1月18日にエリザベス1世の前でインナー・テンプルの紳士たちによってホワイトホールで演じられた.。作家はトマス・ノートンとトマス・サックヴィルで、それぞれ最初の3幕と最後の2幕を担当したと言われている。
書籍販売人ウィリアム・グリフィスにより、最初の四つ折り本は1565年9月22日に出版された。第2版の公認四つ折り版は、1570年に作者により修正され、ジョン・デイにより『フェレクッスとポレックスの悲劇（Ferrex and Porrex）』という題名で印刷された。第3版は1590年にエドワード・オールドによって出版された。
この演劇はいくつかの点で注目すべきである。イギリスでブランクヴァースを用いて書かれた初めての劇詩である点、エリザベス朝の王位継承が不明瞭であった初期には微妙な問題であった政治的主題（ゴーボダックの領土はその息子たちフェレックスとポレックスにより争われた）のを扱っている点、その手法において道徳劇とセネカ的悲劇のモデルから、後の劇作家たちが追随する方向へと発展している点で。つまり、この作品は後に出た『タイタス・アンドロニカス』や『リア王』の先駆けと見ることができる。また、これはアイルランドにで最初に記録として残った劇の上演ともいえる。第8代マウントジョイ男爵チャーリー・ブラントがダブリン城で1601年に上演した。

## 概要
劇中劇のテキストは「議論（Argument）」の中であらすじを要約している。「ブリテン王ゴーボダックは生涯で彼の息子たちフェレックスとポレックスに領土を分割した。息子たちは不和に陥った。弟が兄を殺した。母は兄をより愛しており、復讐のためにその弟を殺した。人々はその残酷な事実に心を動かされ、反乱を起こして父母両方を殺した。貴族たちは終結し、反乱軍を徹底的に打ち負かした。そしてその後、往時の子孫がいなかったため、王位継承が不確実となった。内戦が始まり、彼ら自身と子孫は殺害された。その土地は長い間ほとんど荒廃し、悲惨なまでに荒れ果てた」
ゴーボダックは王国を彼の息子フェレックスとポレックスに分け与えることを決めた。彼の顧問たちは反対を勧告し、イングランドがマルガヌスとクネダギウスの間で分割されたときに生じた対立を思い出させ、それがマルガヌスの死を招いたことを指摘した。ゴーボダックは彼らの意見に感謝したが、自身の計画を進めた。フェレックスは寄生するヘルモンから王国全土を奪取するよう勧められる。ティンダーはポレックスに彼の兄が戦争の計画を練っていると伝えた。つまり、ポレックスはフェレックスの領域へ侵攻することを決意した。ドルダンはゴーボダックにこれを書いた。ゴーボダックはこれを嘆き、彼らに対抗する軍事力を編成するよう助言を受ける。しかし、ヌンティウス（伝令）がフェレックスの死を伝えにやって来る。ポレックスは彼の父と会い、自分は自身の王国を統治することに満足していたが、兄が領土を奪おうと企んだと言い、行動を正当化した。しかし、彼の母ヴィデナはフェレックスへの復讐として、彼が眠っている間に暗殺した。人々は怒りにより立ち上がり、ポレックスの死を王のせいにしてヴィデナとゴーボダックを殺した。貴族たちは反乱軍に対抗する準備行動をした。しかし、後継者は不確定である。アルバ公ファーガスは王位を手にする計画を立て、友人たちが支援を集めようとする中、軍隊を編成し始める。貴族たちは反乱軍を打ち負かしたが、ファーガスが軍を編成し王位を獲得するつもりだと聞く。貴族たちはファーガスを外国の侵略者と考え、ファーガスを攻撃した、アロストゥスは議会が新しい王を決めなければならないと言う。エウブルスは国に起きた混沌を嘆き、国王が生きている間に議会を招集すべきだったと述べつつも、最終的に正義が勝利を収めるだろうと語っている。

## 登場人物
- ゴーボダック, ブリテン王
- ヴィデナ, ゴーボダック王の妻、女王
- フェレックス（英語版）,ゴーボダック王の長男
- ポレックス（英語版）, ゴーボダック王の次男
- クロティン, コーンウォール公
- ファーガス, アルバ公
- マンドゥド, レガーレ公
- グウェナード, カンバーランド公
- エウブルス, ゴーボダック王の秘書
- アロストゥス, ゴーボダック王の顧問
- ドルダン, 王によって長男フェレックスに任命された顧問
- フィランダー, 王によって次男ポレックスに任命された顧問
- ヘルモン, フェレックスの厄介者、ファーガスの奴隷
- ティンダー, ポレックスの厄介者
- ヌンティウス, フェレックスの死の伝令
- ヌンティウス, ファーガス公挙兵の伝令
- マルセラ, 女王の私室に仕える女性
- コーラス, ブリテン島の4人の古代の賢者

### 日本語訳テキスト
鹿児島近代初期英国演劇研究会 訳『近代初期イギリス演劇選集』、九州大学出版会、2023年、ISBN 978-4-7985-0344-8